# Petrică Lucian Rusu
Petrică Lucian Rusu (n. 20 iunie 1984) este un politician român din cadrul Partidului Național Liberal (PNL), cu o cariera în domeniul energiei și administrației publice.  
A fost ales în iunie 2025 Vicepreședinte al Senatului României, fiind senator român, ales în 2024 din partea PNL. 
A deținut funcția de Secretar general adjunct al Guvernului în perioada decembrie 2019-martie 2021, cu implicare în guvernanța corporațiilor de stat și energiei. 